# Lepanthes purpurata
Lepanthes purpurata är en orkidéart som beskrevs av Louis Otho Otto Williams. Lepanthes purpurata ingår i släktet Lepanthes och familjen orkidéer.
Artens utbredningsområde är Haiti. Inga underarter finns listade i Catalogue of Life.